# Pléboulle
Pléboulle (tiếng Breton: Pleboull, Gallo: Plébóll) là một xã của tỉnh Côtes-d'Armor, thuộc vùng Bretagne, tây bắc Pháp.

## Dân số
Người dân ở Pléboulle được gọi là Pléboullais.